# Троицкое (Шацкий район)
Троицкое — деревня в Шацком районе Рязанской области в составе Ольховского сельского поселения.

## Географическое положение
Деревня Троицкое расположена на Окско-Донской равнине в 18 км к юго-западу от города Шацка. Расстояние от деревни до районного центра Шацк по автодороге — 28 км.
К югу и востоку от деревни находятся отдельные небольшие лесные массивы — урочища (Шульгинский Лес, Троицкий Лес, Заклятной Лес и т. д.); ещё далее к востоку — урочище Кукушка; к северу — овраг Угольков. Ближайшие населённые пункты — деревня Богословка и село Райполье.

## Население
| 2010 | 2012 |
| ---- | ---- |
| 1    | ↗2   |

### Известные уроженцы
- Тимофей Федорович Горбачев (1900—1973 гг.) — советский ученый-геолог, член-корреспондент АН СССР, лауреат Государственной премии СССР, Герой Социалистического Труда.

## Происхождение названия
По мнению михайловских краеведов И. Журкина и Б. Катагощина, деревня Троицкое получила свое название по существовавшей некогда в ней церкви. В действительности деревня исстари относилась к приходу Богоявленской церкви села Кулики, где отмечались праздники Живоначальной Троицы (Богоявление и Духов день).
Вплоть до начала XX в. деревня носила двойное название — Троицкая, Касауровка тож.

## История
К 1911 году, по данным А. Е. Андриевского, деревня Троицкая, Касауровка тож, относилась к приходу Богоявленской церкви села Кулики и в ней насчитывалось 19 крестьянских дворов, в которых проживало 116 душ мужского и 118 женского пола.

## Транспорт
Основные грузо- и пассажироперевозки осуществляются автомобильным транспортом.